# Thirlmere
Le Thirlmere est un lac de barrage situé en Cumbria dans le Lake District.

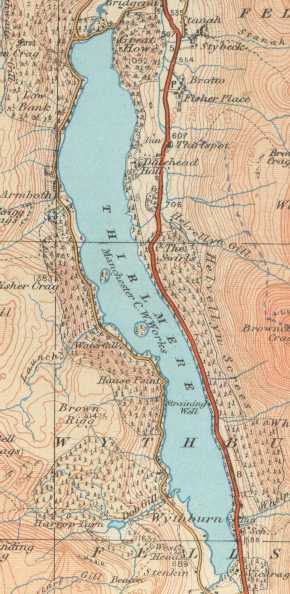

## Histoire
Le lac a été constitué aux XIXe siècle à la suite de la construction par le Manchester City Council d'un barrage au nord de la vallée. Malgré l'opposition rencontrée localement, les travaux commencent en 1890 et se terminent en juin 1894. Aujourd'hui encore, le réservoir alimente en eau les habitants de Manchester par l'intermédiaire du Thirlmere Aqueduct.